# Santuario della Beata Vergine Addolorata (Nembro)
Il  santuario della Beata Vergine Addolorata, conosciuto come santuario della Madonna dello Zuccarello  o semplicemente santuario dello Zuccarello, è un luogo di culto cattolico di Nembro, in provincia di Bergamo. Il santuario prende il nome dal colle detto dello Zuccarello, e conserva l'affresco raffigurante la Pietà del 1533, oggetto devozionale dai nembresi e abitanti della Val Seriana, incoronato l'8 agosto 1920 dal cardinale Giorgio Gusmini.

## Storia
Secondo la tradizione orale, un piccolo oratorio dedicato alla Madonna Addolorata fu fatto edificare da Bernardo fu Giovanni della nobile famiglia Vitalba in prossimità del suo castello l'8 dicembre 1374, anche se il primo atto rogato che lo cita risale al 1469 dove vi è la descrizione della presenza di una cappella:

La data non sembra essere certa perché Bernardo non poteva essere nato prima del 1350, quindi troppo giovane ma viene comunque considerata la data del Calvi. Se del castello non vi rimane traccia, la chiesa rimase invece di proprietà della nobile famiglia per ben cinque secoli. Inizialmente tra la famiglia e l'arciprete di Nembro si crearono dissidi circa il beneficio e le rendite che il luogo portava, fino al 22 dicembre 1511 quando tra il nobile e il prelato arciprete Magnanini si raggiunse un compromesso. Il documento è uno dei più importanti che testimoniano la storia della chiesa. Donato Calvi nel suo Effemeride sacra profana di quanto di memorabile sia successo in Bergamo fu il primo a indicarne le origini: 
(Donato Calvi - Effemeride sacra profana di quanto di memorabile sia successo in Bergamo)
L'oratorio fu modificato inizialmente nel 1512, con l'aggiunta di decorazioni a fresco, venendo ampliato nel 1520 con lavori di restauro, e la realizzazione del dipinto della Pietà di ignoto nel 1533. e nuovi lavori di mantenimento furono eseguiti durante il XVII secolo.
La cessione completa della proprietà dai Vitalba alla fabbriceria della parrocchia di Nembro avvenne solo nel 1847.
Nei primi decenni del Novecento furono eseguiti nuovi lavori con un completo restauro dell'edificio. Furono realizzate due cappelle laterali e venne affrescata tutta la navata dal pittore nembrese Giovanni Rodigari (1885-1929), restaurati nei primi anni del XXI secolo. A ufficiale la fine del rinnovamento architettonico il santuario fu consacrato l'8 agosto 1915, e cinque anni dopo sempre nella medesima data, fu incoronato l'affresco della Pietà. Annualmente alla data dell'8 agosto si ricorda con una festa la consacrazione e la dedicazione dell'edificio alla Madonna Addolorata del 1915 e l'incoronazione dell'effige del 1920.

## Descrizione

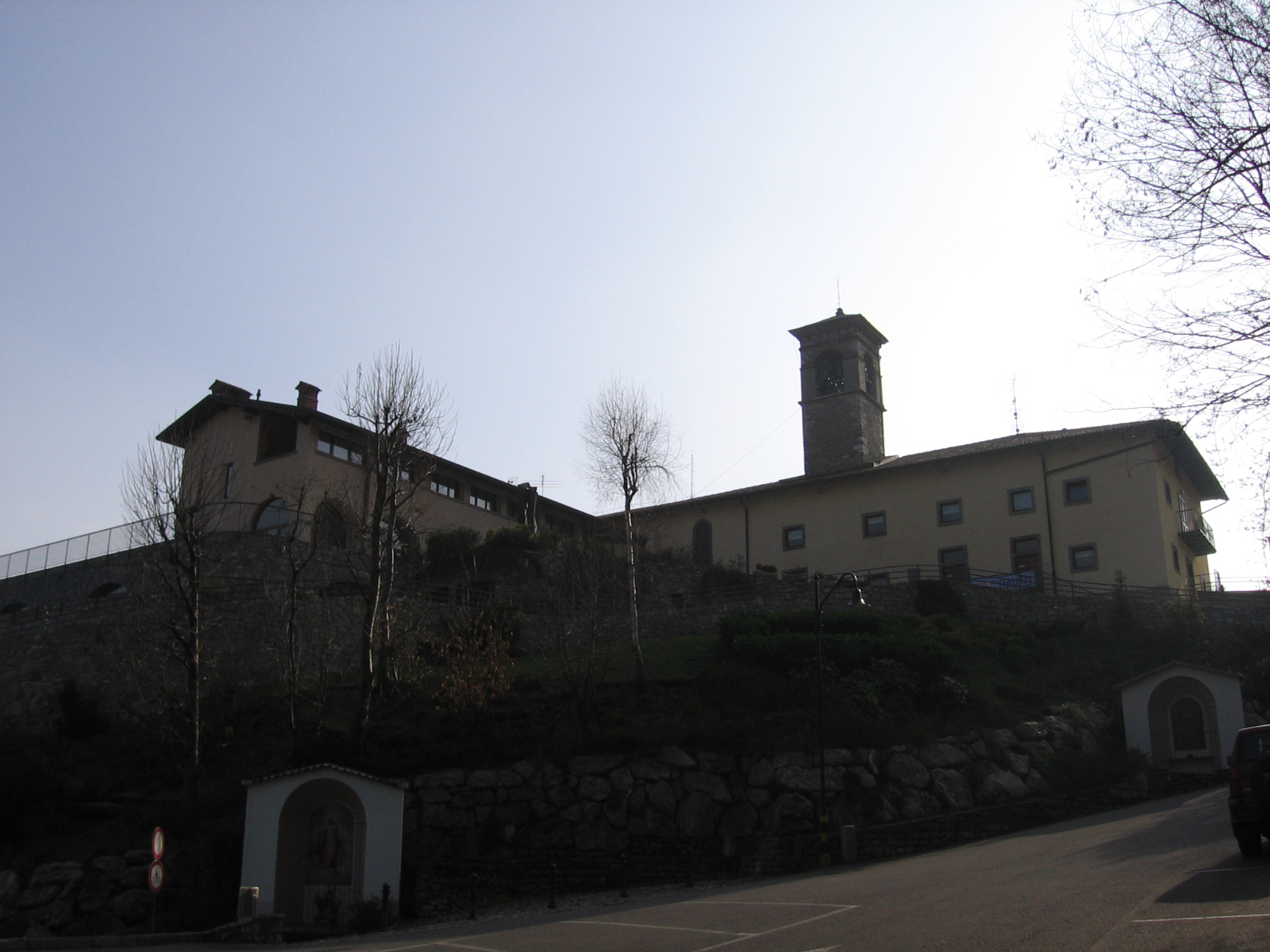
Nembro-Santuario della Madonna dello Zuccarello

### Esterno
La chiesa è posta dislocata sulla collina detta dello Zuccarello a un'altezza di m 446 s.l.m., sopra il paese di Nembro, edificata in prossimità di un castello di cui rimane a testimonianza solo tracce del fossato. Nel 1975 fu realizzata la strada carreggiabile d'accesso al colle in alternativa all'antico sentiero. Il percorso che conduce alla chiesa è preceduto da edicole con le immagini della Via Crucis risalenti al Settecento.

Il sagrato è lo spazio comune sia della chiesa che degli edifici che sono stati costruiti nel XX secolo come ambienti d'accoglienza per i pellegrini e anche sale per incontri spirituali. 

La facciata presenta un ampio portico con cinque arcate a sesto acuto, tre frontali e due laterali, i sottarchi sono decorati con disegni geometrici e con stemmi nobiliari. La facciata presenta nella parte superiore due blasoni, una della famiglia Vitalba realizzati da Giovanni Rodigari e la scritta: DOM ET BVM MATRI MISERICORDIAE; laterali due finestre centinate con inferriate e un loculo centrale atti a illuminare l'aula. La facciata a capanna, prosegue con il decoro a fresco che delimita le ali del tetto ligneo.

### Interno
L'aula che originariamente era trasversale e molto più piccola, si presenta a navata unica conserva alcuni dipinti di pittori bergamaschi tra i più importanti del tardo rinascimento lombardo. Tra questi vi era il dipinto di Giovan Battista Moroni raffigurante la Madonna Addolorata che è stato oggetto di furto e non più recuperato.
L'aula, completamente affrescata dal pittore nembrese, è divisa in tre campate da lesene, presenta nella seconda due cappelle costruite nel 1912 che si aprono su archi a sesto acuto. I pilastri della cappella di sinistra conservano due affreschi con soggetto la Madonna col Bambino di cui uno datato 1512. La cappella di destra è dedicata alla Natività con la pala d'altare di Enea Salmeggia. Vi sono anche due grandi statue in gesso raffiguranti i profeti Isaia e Zaccaria. La terza campata anticipata dal grande arco trionfale è il presbiterio. La parete rivolta all'aula è decorata con le immagini dei santi Donato e Francesco mentre la parte superiore vi è il grande affresco dell'Annunciata e dell'Annunciate opera seicentesca di Francesco Cavagna, figlio del più famoso Gian Paolo Cavagna. All'interno del presbiterio vi è il dipinto dell'Annunciazione e della Fuga in Egitto del bergamasco Francesco Muzio. Forse vi era originariamente una cappella dedicata alla Trinità, oppure posta in prossimità una edicola a lei dedicata.
La pala d'altare è l'affresco del 1533 di ignoto della Madonna Addolorata. L'immagine di grande impatto emotivo raffigura una giovane Madonna che tiene tra le braccia il Figlio morto in croce e con lo sguardo rivolto verso l'osservatore; accanto a lei una giovanissima dolente Maria Maddalena.
La sagrestia del santuario conserva ex voto e dipinti di difficile assegnazione.